# Cacongos
Os Cacongos são um grupo étnico que habita a margem direita do rio Zaire, no Noroeste de Angola.